# Heptathlon
L'heptathlon est une discipline de l'athlétisme appartenant à la catégorie des épreuves combinées.  Le mot heptathlon provient de la racine grecque hepta (sept) et athlon (compétition). Cette discipline est plus souvent pratiquée en plein air par les femmes, pour lesquelles elle constitue un équivalent du décathlon, mais elle peut être pratiquée par les hommes, généralement lors des compétitions en salle (alors que les femmes pratiquent le pentathlon lors des compétitions en salle). 
Dans tous les cas, les épreuves se déroulent sur deux jours, avec quatre épreuves le premier jour et trois le deuxième. Les compétiteurs cumulent des points calculés à partir des performances obtenues dans chacune des épreuves. Une fois toutes les épreuves terminées, le gagnant est celui qui a le plus de points.

## Heptathlon féminin

### Épreuves

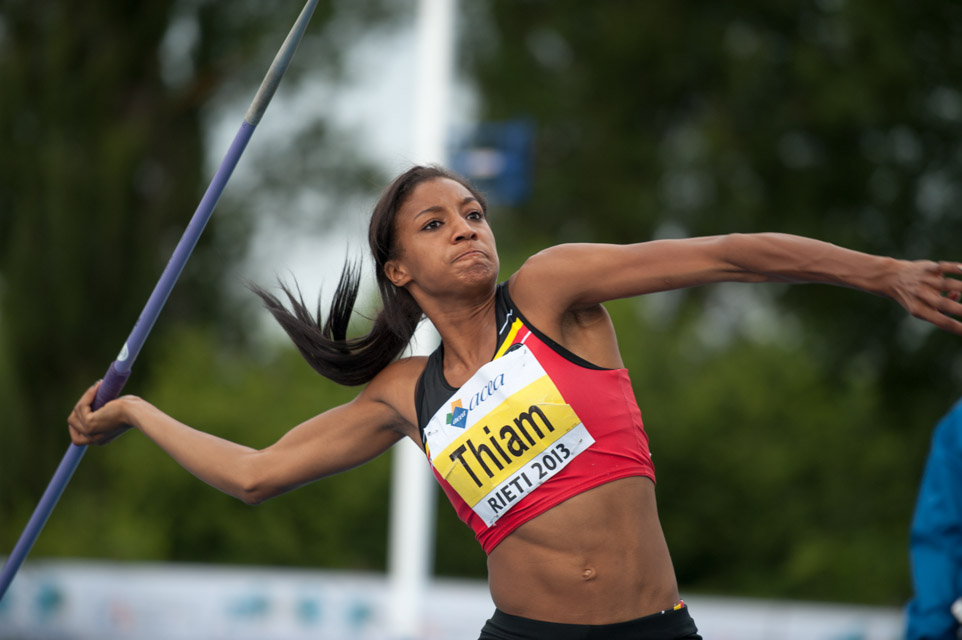
Le lancer du javelot, avant-dernière épreuve féminine de l'heptathlon.

L'heptathlon féminin, disputé sur deux jours consécutifs, et en plein air, comprend sept épreuves constituées de trois courses, deux sauts et deux lancers.
Chaque athlète remporte des points selon la performance réalisée pour chaque épreuve. Ainsi, les compétitrices effectuent la totalité des épreuves jusqu’à la désignation de la gagnante : l'athlète qui accumule le plus grand nombre de points gagne la compétition. Les épreuves disputées sont les suivantes :
| Premier jour | Premier jour     | Deuxième jour | Deuxième jour     |
| ------------ | ---------------- | ------------- | ----------------- |
| 1            | 100 mètres haies | 5             | Saut en longueur  |
| 2            | Saut en hauteur  | 6             | Lancer du javelot |
| 3            | Lancer du poids  | 7             | 800 mètres        |
| 4            | 200 mètres       |               |                   |

### Histoire

#### Années 1980 et premiers concours
Le premier record du monde féminin d'heptathlon, réalisé par l'Américaine Jane Frederick, est homologué par l'IAAF en 1981. L'heptathlon apparait ensuite en 1983, aux championnats du monde, puis fait son apparition aux Jeux olympiques d'été chez les femmes en 1984 lors des Jeux de Los Angeles.
La discipline connaît son essor avec l'arrivée de l'Américaine Jackie Joyner-Kersee qui bat le record de l'Allemande Sabine John en 1986 avec 7 148 points, devenant alors la première femme à dépasser les 7 000 points. Joyner-Kersee réédite l'exploit lors des Jeux olympiques de 1988 à Séoul avec une performance de 7 291 points.
En 1989, la Soviétique Larisa Turchinskaya devient la deuxième femme à dépasser la barre des 7 000 points en réalisant 7 007 points à Briansk.

#### Années 1990
En 1992, lors de son deuxième titre olympique à Barcelone, Jackie Joyner-Kersee dépasse pour la sixième et dernière fois la barre symbolique des 7 000 points avec une performance de 7 044.

#### Années 2000
Apparu en 1984 alors que l'heptathlon connaissait ses heures de gloire, le décathlon féminin gagne progressivement du terrain, tout en restant marginal ; malgré tout, certains spécialistes commencent à prédire un futur changement. L'heptathlon féminin connait la domination de la Suédoise Carolina Klüft, qui remporte trois titres mondiaux, un titre olympique et deux titres européens. Elle devient aussi la troisième femme à dépasser les 7 000 points et seulement la deuxième à rééditer cet exploit (en 2003 puis en 2007). Cette domination et son duel avec Eunice Barber rendent l'heptathlon populaire auprès du public.

#### Années 2010
En 2017, la Belge Nafissatou Thiam réalise le score de 7 013 points en Autriche, devenant la quatrième athlète à dépasser la barre des 7 000 points et la troisième meilleure heptathlonienne.

### Statistiques

#### Record du monde de l'heptathlon

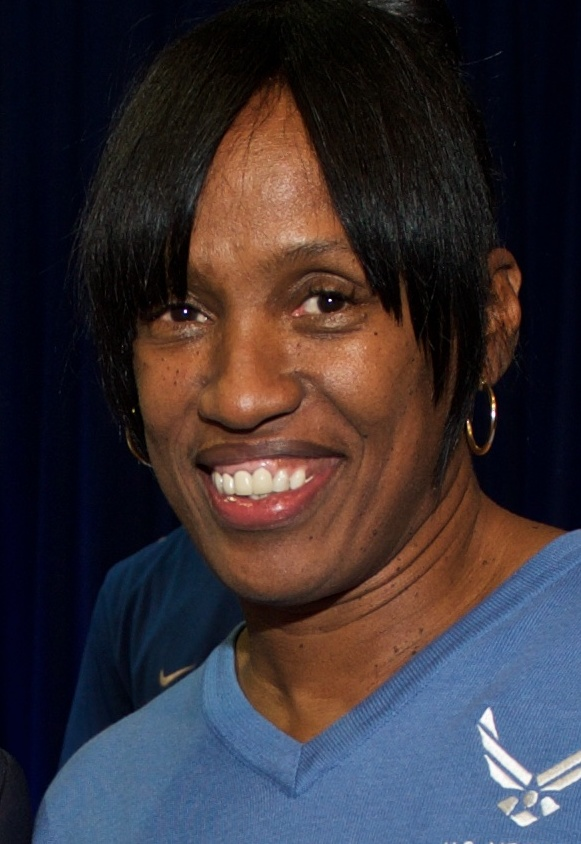
Jackie Joyner-Kersee, détentrice du record du monde.

Depuis le premier record du monde homologué en 1981, le record féminin n'a été établi que par trois athlètes : les Est-Allemandes Ramona Neubert et Sabine Paetz puis l'Américaine Jackie Joyner-Kersee, qui détient le record actuel avec la performance de 7 291 pts, établie le 24 septembre 1988 lors des Jeux olympiques de Séoul, en Corée du Sud.

#### Records continentaux
| Continent                                                 | Femmes (au 14 juillet 2024) | Femmes (au 14 juillet 2024) | Femmes (au 14 juillet 2024) | Femmes (au 14 juillet 2024) |
| Continent                                                 | Points                      | Athlète                     | Nation                      | Date                        |
| --------------------------------------------------------- | --------------------------- | --------------------------- | --------------------------- | --------------------------- |
| Afrique (records)                                         | 6 423 pts                   | Margaret Simpson            | Ghana                       | 29 mai 2005                 |
| Amérique du Nord, Amérique centrale et Caraïbes (records) | 7 291 pts                   | Jackie Joyner-Kersee        | États-Unis                  | 24 septembre 1988           |
| Amérique du Sud (records)                                 | 6429 pts                    | Martha Araújo               | Colombie                    | 15 septembre 2024           |
| Asie (records)                                            | 6 942 pts                   | Ghada Shouaa                | Syrie                       | 26 mai 1996                 |
| Europe (records)                                          | 7 032 pts                   | Carolina Klüft              | Suède                       | 26 août 2007                |
| Océanie (records)                                         | 6 695 pts                   | Jane Flemming               | Australie                   | 28 janvier 1990             |

#### Meilleures performances mondiales de l'année
| Année | Points | Athlète                      | Nationalité        | Lieu           |
| ----- | ------ | ---------------------------- | ------------------ | -------------- |
| 1981  | 6 716  | Ramona Neubert               | Allemagne de l'Est | Kiev           |
| 1982  | 6 773  | Ramona Neubert               | Allemagne de l'Est | Halle          |
| 1983  | 6 836  | Ramona Neubert               | Allemagne de l'Est | Moscou         |
| 1984  | 6 867  | Sabine John                  | Allemagne de l'Est | Potsdam        |
| 1985  | 6 718  | Jackie Joyner-Kersee         | États-Unis         | Baton Rouge    |
| 1986  | 7 158  | Jackie Joyner-Kersee         | États-Unis         | Houston        |
| 1987  | 7 128  | Jackie Joyner-Kersee         | États-Unis         | Rome           |
| 1988  | 7 291  | Jackie Joyner-Kersee         | États-Unis         | Séoul          |
| 1989  | 7 007  | Larisa Nikitina-Turchinskaya | Union soviétique   | Briansk        |
| 1990  | 6 783  | Jackie Joyner-Kersee         | États-Unis         | Seattle        |
| 1991  | 6 878  | Jackie Joyner-Kersee         | États-Unis         | New York       |
| 1992  | 7 044  | Jackie Joyner-Kersee         | États-Unis         | Barcelone      |
| 1993  | 6 837  | Jackie Joyner-Kersee         | États-Unis         | Stuttgart      |
| 1994  | 6 741  | Heike Drechsler              | Allemagne          | Talence        |
| 1995  | 6 715  | Ghada Shouaa                 | Syrie              | Götzis         |
| 1996  | 6 942  | Ghada Shouaa                 | Syrie              | Atlanta        |
| 1997  | 6 787  | Sabine Braun                 | Allemagne          | Ratingen       |
| 1998  | 6 559  | Denise Lewis                 | Royaume-Uni        | Budapest       |
| 1999  | 6 861  | Eunice Barber                | France             | Séville        |
| 2000  | 6 842  | Eunice Barber                | France             | Götzis         |
| 2001  | 6 736  | Eunice Barber                | France             | Götzis         |
| 2002  | 6 542  | Carolina Klüft               | Suède              | Munich         |
| 2003  | 7 001  | Carolina Klüft               | Suède              | Paris          |
| 2004  | 6 952  | Carolina Klüft               | Suède              | Athènes        |
| 2005  | 6 889  | Eunice Barber                | France             | Arles          |
| 2006  | 6 740  | Carolina Klüft               | Suède              | Göteborg       |
| 2007  | 7 032  | Carolina Klüft               | Suède              | Osaka          |
| 2008  | 6 733  | Nataliya Dobrynska           | Ukraine            | Pékin          |
| 2009  | 6 731  | Jessica Ennis-Hill           | Royaume-Uni        | Berlin         |
| 2010  | 6 823  | Jessica Ennis-Hill           | Royaume-Uni        | Barcelone      |
| 2011  | 6 790  | Jessica Ennis-Hill           | Royaume-Uni        | Götzis         |
| 2012  | 6 955  | Jessica Ennis-Hill           | Royaume-Uni        | Londres        |
| 2013  | 6 586  | Hanna Melnychenko            | Ukraine            | Moscou         |
| 2014  | 6 682  | Katarina Johnson-Thompson    | Royaume-Uni        | Götzis         |
| 2015  | 6 808  | Brianne Theisen-Eaton        | Canada             | Götzis         |
| 2016  | 6 810  | Nafissatou Thiam             | Belgique           | Rio de Janeiro |
| 2017  | 7 013  | Nafissatou Thiam             | Belgique           | Götzis         |
| 2018  | 6 816  | Nafissatou Thiam             | Belgique           | Berlin         |
| 2019  | 6 981  | Katarina Johnson-Thompson    | Royaume-Uni        | Doha           |
| 2020  | 6 419  | Ivona Dadic                  | Autriche           | Götzis         |
| 2021  | 6 791  | Nafissatou Thiam             | Belgique           | Tokyo          |
| 2022  | 6 947  | Nafissatou Thiam             | Belgique           | Eugene         |
| 2023  | 6 988  | Anna Hall                    | États-Unis         | Götzis         |
| 2024  | 6 880  | Nafissatou Thiam             | Belgique           | Saint-Denis    |

#### Meilleures performances mondiales de l'histoire
Ce tableau présente les 10 meilleures performances mondiales pour l'heptathlon féminin :
| Points | Athlète                      | Nationalité      | Lieu         | Date               |
| ------ | ---------------------------- | ---------------- | ------------ | ------------------ |
| 7 291  | Jackie Joyner-Kersee         | États-Unis       | Séoul        | 24 septembre 1988  |
| 7 215  | Jackie Joyner-Kersee         | États-Unis       | Indianapolis | 16 juillet 1988    |
| 7 158  | Jackie Joyner-Kersee         | États-Unis       | Houston      | 2 août 1986        |
| 7 148  | Jackie Joyner-Kersee         | États-Unis       | Moscou       | 7 juillet 1986     |
| 7 128  | Jackie Joyner-Kersee         | États-Unis       | Rome         | 1er septembre 1987 |
| 7 044  | Jackie Joyner-Kersee         | États-Unis       | Barcelone    | 2 août 1992        |
| 7 032  | Carolina Klüft               | Suède            | Osaka        | 26 août 2007       |
| 7 032  | Anna Hall                    | États-Unis       | Götzis       | 1er juin 2025      |
| 7 013  | Nafissatou Thiam             | Belgique         | Götzis       | 28 mai 2017        |
| 7 007  | Larisa Nikitina-Turchinskaya | Union soviétique | Briansk      | 11 juin 1989       |

#### Meilleures heptathlètes
Ce tableau présente les résultats des 10 meilleures heptathlètes au monde :
| Points | Athlète                   | Nationalité        | Lieu    | Date              |
| ------ | ------------------------- | ------------------ | ------- | ----------------- |
| 7 291  | Jackie Joyner-Kersee      | États-Unis         | Séoul   | 24 septembre 1988 |
| 7 032  | Carolina Klüft            | Suède              | Osaka   | 26 août 2007      |
| 7 032  | Anna Hall                 | États-Unis         | Götzis  | 1er juin 2025     |
| 7 013  | Nafissatou Thiam          | Belgique           | Götzis  | 28 mai 2017       |
| 7 007  | Larisa Turchinskaya       | Union soviétique   | Briansk | 11 juin 1989      |
| 6 988  | Anna Hall                 | États-Unis         | Götzis  | 28 mai 2023       |
| 6 985  | Sabine Braun              | Allemagne          | Götzis  | 31 mai 1992       |
| 6 981  | Katarina Johnson-Thompson | Royaume-Uni        | Doha    | 3 octobre 2019    |
| 6 955  | Jessica Ennis             | Royaume-Uni        | Londres | 4 août 2012       |
| 6 946  | Sabine Paetz-John         | Allemagne de l'Est | Potsdam | 6 mai 1984        |

#### Meilleures performances mondiales au cours d'une épreuve combinée
Meilleures performances par épreuve réalisées lors d'une épreuve combinée (heptathlon ou pentathlon)
| Épreuve                              | Performance   | Athlète              | Nation               | Lieu         | Date              | Points* |
| ------------------------------------ | ------------- | -------------------- | -------------------- | ------------ | ----------------- | ------- |
| 100 m haies                          | 12 s 54       | Jessica Ennis-Hill   | Royaume-Uni          | Londres      | 3 août 2012       | 1195    |
| Saut en hauteur                      | 2,02 m        | Nafissatou Thiam     | Belgique             | Talence      | 22 juin 2019      | 1264    |
| Lancer du poids                      | 20,27 m       | Eva Wilms            | Allemagne de l'Ouest | Berlin       | 30 janvier 1977   | 1217    |
| 200 m                                | 22 s 30       | Jackie Joyner-Kersee | États-Unis           | Indianapolis | 15 juillet 1988   | 1150    |
| Saut en longueur                     | 7,27 m        | Jackie Joyner-Kersee | États-Unis           | Séoul        | 24 septembre 1988 | 1264    |
| Lancer du javelot                    | 60,60 m       | Barbora Špotáková    | République tchèque   | Talence      | 16 septembre 2012 | 1066    |
| 800 m                                | 2 min 01 s 84 | Nadine Debois        | France               | Talence      | 27 septembre 1987 | 1087    |
| Meilleur score lors du premier jour  | 4 367 points  | Jackie Joyner-Kersee | États-Unis           | Indianapolis | 15 juillet 1988   | 4 367   |
| Meilleur score lors du deuxième jour | 3 027 points  | Jackie Joyner-Kersee | États-Unis           | Séoul        | 24 septembre 1988 | 3 027   |

*Nota : pour qu'une performance soit considérée par l'IAAF comme la meilleure performance mondiale dans une épreuve, il faut que l'athlète ait réalisé au moins 5 000 points dans son heptathlon ou 4 200 points dans son pentathlon.
| Épreuve           | Catégorie                | Athlète            | Record           | Points | Pourcentage /Différence de points | Notes/Ref |
| 100 m haies       |                          |                    |                  |        |                                   |           |
| ----------------- | ------------------------ | ------------------ | ---------------- | ------ | --------------------------------- | --------- |
| 100 m haies       | WR                       | Kendra Harrison    | 12.20 s          | 1248   | 97.29%                            |           |
| 100 m haies       | WHB                      | Jessica Ennis-Hill | 12.54 s          | 1195   | −53                               |           |
| Saut en hauteur   |                          |                    |                  |        |                                   |           |
| WR                | Stefka Kostadinova       | 2.09 m             | 1359             | 94.74% |                                   |           |
| WHB               | Nafissatou Thiam         | 2,02 m             | 1251             | −108   |                                   |           |
| Lancer du poids   |                          |                    |                  |        |                                   |           |
| WR                | Natalya Lisovskaya       | 22,63 m            | 1378             | 76.49% |                                   |           |
| WHB               | Austra Skujytė           | 17,31 m            | 1016             | −362   |                                   |           |
| 200 m             |                          |                    |                  |        |                                   |           |
| WR                | Florence Griffith-Joyner | 21.34 s            | 1251             | 95.70% |                                   |           |
| WHB               | Jackie Joyner-Kersee     | 22.30 s            | 1150             | −101   |                                   |           |
| Saut en longueur  |                          |                    |                  |        |                                   |           |
| WR                | Galina Chistyakova       | 7,52 m             | 1351             | 96.68% |                                   |           |
| WHB               | Jackie Joyner-Kersee     | 7,27 m             | 1264             | −87    |                                   |           |
| Lancer du javelot |                          |                    |                  |        |                                   |           |
| WR                | Barbora Špotáková        | 72,28 m            | 1295             | 84.26% | depuis 1999                       |           |
| WHB               | Barbora Špotáková        | 60,90 m            | 1072             | −223   | depuis 1999                       |           |
| WR                | Petra Felke              | 80,00 m            | 1448             | 80.80% | ancien modèle                     |           |
| WHB               | Tessa Sanderson          | 64,64 m            | 1145             | −303   | ancien modèle                     |           |
| 800 m             |                          |                    |                  |        |                                   |           |
| WR                | Jarmila Kratochvílová    | 1:53.28 min:s      | 1224             | 92.97% |                                   |           |
| WHB               | Nadine Debois            | 2:01.84 min:s      | 1087             | −137   |                                   |           |
| Total             | World record             | World record       | World record     | 9106   |                                   |           |
| Total             | Heptathlon bests         | Heptathlon bests   | Heptathlon bests | 8022   | −1084                             |           |

#### Record des Championnats du Monde au cours d'une épreuve combinée
Meilleures performances par épreuve réalisées lors d'une épreuve combinée (heptathlon) lors des championnats du Monde
| Épreuve           | Performance  | Athlète                                                                      | Nation                          | Lieu               | Date                                    | Points* |
| ----------------- | ------------ | ---------------------------------------------------------------------------- | ------------------------------- | ------------------ | --------------------------------------- | ------- |
| 100 m haies       | 12 s 58      | Kendall Williams                                                             | États-Unis                      | Doha               | 3 octobre 2019                          | 1189    |
| Saut en hauteur   | 1,95 m       | Carolina Klüft Nafissatou Thiam Yorgelis Rodríguez Katarina Johnson-Thompson | Suède Belgique Cuba Royaume-Uni | Osaka Londres Doha | 25 aout 2007 5 aout 2017 2 octobre 2019 | 1171    |
| Lancer du poids   | 17,03 m      | Austra Skujytè                                                               | Lituanie                        | Osaka              | 25 aout 2007                            | 997     |
| 200 m             | 22 s 84      | Dafne Schippers                                                              | Pays-Bas                        | Moscou             | 12 aout 2013                            | 1095    |
| Saut en longueur  | 7,14 m       | Jackie Joyner-Kersee                                                         | États-Unis                      | Rome               | 24 septembre 1988                       | 1220    |
| Lancer du javelot | 59,57 m      | Anouk Vetter                                                                 | Pays-Bas                        | Budapest           | 16 septembre 2012                       | 1046    |
| 800 m             | 2 min 4 s 09 | Anna Hall                                                                    | États-Unis                      | Budapest           | 20 aout 2023                            | 1053    |

### Palmarès olympique et mondial
| Compétition   | Championne                |
| ------------- | ------------------------- |
| Mondiaux 1983 | Ramona Neubert            |
| Jeux 1984     | Glynis Nunn               |
| Mondiaux 1987 | Jackie Joyner-Kersee      |
| Jeux 1988     | Jackie Joyner-Kersee      |
| Mondiaux 1991 | Sabine Braun              |
| Jeux 1992     | Jackie Joyner-Kersee      |
| Mondiaux 1993 | Jackie Joyner-Kersee      |
| Mondiaux 1995 | Ghada Shouaa              |
| Jeux 1996     | Ghada Shouaa              |
| Mondiaux 1997 | Sabine Braun              |
| Mondiaux 1999 | Eunice Barber             |
| Jeux 2000     | Denise Lewis              |
| Mondiaux 2001 | Ielena Prokhorova         |
| Mondiaux 2003 | Carolina Klüft            |
| Jeux 2004     | Carolina Klüft            |
| Mondiaux 2005 | Carolina Klüft            |
| Mondiaux 2007 | Carolina Klüft            |
| Jeux 2008     | Nataliya Dobrynska        |
| Mondiaux 2009 | Jessica Ennis             |
| Mondiaux 2011 | Jessica Ennis             |
| Jeux 2012     | Jessica Ennis             |
| Mondiaux 2013 | Hanna Melnichenko         |
| Mondiaux 2015 | Jessica Ennis             |
| Jeux 2016     | Nafissatou Thiam          |
| Mondiaux 2017 | Nafissatou Thiam          |
| Mondiaux 2019 | Katarina Johnson-Thompson |
| Jeux 2020     | Nafissatou Thiam          |
| Mondiaux 2022 | Nafissatou Thiam          |
| Mondiaux 2023 | Katarina Johnson-Thompson |
| Jeux 2024     | Nafissatou Thiam          |

## Heptathlon masculin

### Épreuves

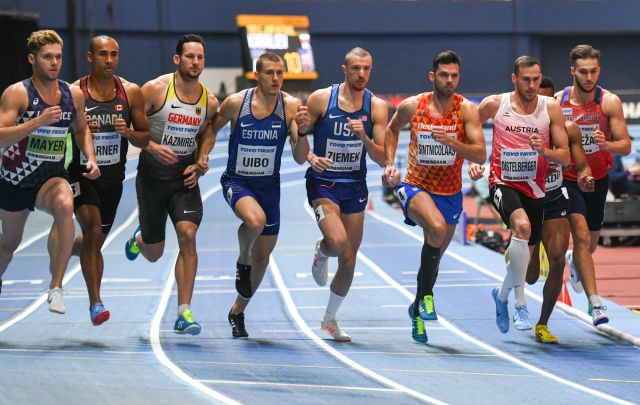
Le 1 000 mètres, dernière épreuve masculine de l'heptathlon.

L'heptathlon masculin, disputé sur deux jours consécutifs, et en salle, comprend sept épreuves constituées de trois courses, trois sauts et un lancer.
Chaque athlète remporte des points selon la performance réalisée pour chaque épreuve. Ainsi, les compétiteurs effectuent la totalité des épreuves jusqu’à la désignation du vainqueur : l'athlète qui accumule le plus grand nombre de points gagne la compétition. Les épreuves disputées sont les suivantes :
| Premier jour | Premier jour     | Deuxième jour | Deuxième jour    |
| ------------ | ---------------- | ------------- | ---------------- |
| 1            | 60 mètres        | 5             | 60 mètres haies  |
| 2            | Saut en longueur | 6             | Saut à la perche |
| 3            | Lancer du poids  | 7             | 1 000 mètres     |
| 4            | Saut en hauteur  |               |                  |

### Histoire

#### Années 1990
Les premiers records du monde pour l'heptathlon masculin sont enregistrés dès 1982 mais l'heptathlon reste marginal à cette époque. En 1992, la popularisation de l'heptathlon s'accentue lorsque le Français Christian Plaziat bat le record du monde qu'il avait lui-même établi en 1990, puis réédite sa performance 15 jours plus tard avec une performance de 6 418 points. L'année suivante, le décathlonien américain Dan O'Brien bat ce record en atteignant 6 476 points lors des championnats du monde d'athlétisme en salle à Toronto (où l'heptathlon masculin et le pentathlon féminin sont seulement des épreuves de démonstration), performance historique qui tiendra exactement 17 ans. Ces performances convainquent l'IAAF de l'intégrer à des championnats ; en 1995, l'heptathlon masculin est ainsi ajouté au programme des championnats du monde en salle.

#### Années 2000
Le début des années 2000 est marqué par les coups d'éclat du Tchèque Roman Šebrle qui remporte deux fois l'épreuve de l'heptathlon aux championnats du monde en salle et qui s'approche du record de Dan O'Brien avec une performance de 6 438 points, soit seulement 38 de moins. Lev Lobodin s'approche également de cette marque avec 6 412 points. Pour les championnats du monde en salle de 2006, l'épreuve est remplacée par un décathlon, tout comme pour l'édition 2008, mais l'épreuve est réintégrée au programme dès 2010 et voit la victoire de Bryan Clay. La même année, Ashton Eaton bat le vieux record du monde de son compatriote O'Brien en réalisant 6 499 points.

#### Années 2010
Kevin Mayer est champion du monde en 2018, avec 6348 points et une courte avance de seulement 5 points sur le canadien Damian Warner

### Statistiques

#### Record du monde

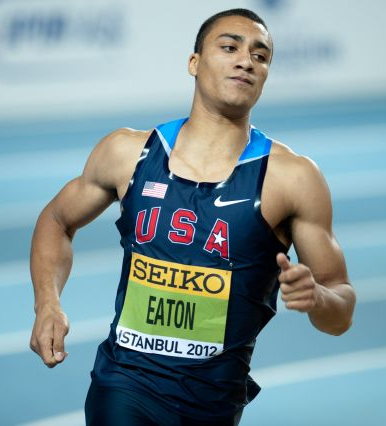
Ashton Eaton, actuel détenteur du record du monde masculin.

Chez les hommes, quatre athlètes ont établi un ou plusieurs records du monde depuis 1986 : l'Ouest-Allemand Siegfried Wentz, le Français Christian Plaziat et les Américains Dan O'Brien et Ashton Eaton, ce dernier détenant l'actuel record avec 6 645 pts, établis le 10 mars 2012 lors des championnats du monde en salle d'Istanbul en Turquie.

#### Records continentaux
| Continent                                                 | Hommes (au 14 juillet 2024) | Hommes (au 14 juillet 2024)      | Hommes (au 14 juillet 2024) | Hommes (au 14 juillet 2024) |
| Continent                                                 | Points                      | Athlète                          | Nation                      | Date                        |
| --------------------------------------------------------- | --------------------------- | -------------------------------- | --------------------------- | --------------------------- |
| Afrique (records)                                         | 5 911 pts                   | Larbi Bourrada                   | Algérie                     | 28 février 2010             |
| Amérique du Nord, Amérique centrale et Caraïbes (records) | 6 645 pts                   | Ashton Eaton                     | États-Unis                  | 10 mars 2012                |
| Amérique du Sud (records)                                 | 5 951 pts                   | Gonzalo Barroilhet Carlos Chinin | Chili Brésil                | 15 mars 2008 8 février 2014 |
| Asie (records)                                            | 6 229 pts                   | Dmitriy Karpov                   | Kazakhstan                  | 16 février 2008             |
| Europe (records)                                          | 6 558 pts                   | Sander Skotheim                  | Norvège                     | 8 mars 2025                 |
| Océanie (records)                                         | 6 344 pts                   | Ashley Moloney                   | Australie                   | 19 mars 2022                |

#### Meilleures performances mondiales de l'histoire
Ce tableau présente les 10 meilleures performances mondiales pour l'heptathlon masculin :
| Points    | Athlète             | Nationalité | Lieu         | Date           |
| --------- | ------------------- | ----------- | ------------ | -------------- |
| 6 645 pts | Ashton Eaton        | États-Unis  | Istanbul     | 10 mars 2012   |
| 6 639 pts | Kyle Garland        | États-Unis  | Albuquerque  | 11 mars 2023   |
| 6 632 pts | Ashton Eaton        | États-Unis  | Sopot        | 8 mars 2014    |
| 6 568 pts | Ashton Eaton        | États-Unis  | Tallinn      | 6 février 2011 |
| 6 558 pts | Sander Skotheim     | Norvège     | Apeldoorn    | 8 mars 2025    |
| 6 518 pts | Ayden Owens-Delerme | Porto Rico  | Albuquerque  | 11 mars 2023   |
| 6 506 pts | Simon Ehammer       | Suisse      | Apeldoorn    | 8 mars 2025    |
| 6 499 pts | Ashton Eaton        | États-Unis  | Fayetteville | 13 mars 2010   |
| 6 489 pts | Damian Warner       | Canada      | Belgrade     | 19 mars 2022   |
| 6 484 pts | Sander Skotheim     | Norvège     | Tallinn      | 2 février 2025 |